# Fiji Women's Pro
Le Fiji Women's Pro est une compétition de surf qui se dispute chaque année au mois de mai à Tavarua, aux Fidji, et constitue le pendant pour le surf féminin du Fiji Pro masculin.